# 沙月とわ
沙月 とわ（さつき とわ、1998年1月18日 - ）は、日本のAV女優。GREEN所属。

## 略歴
ケイ・エム・プロデュースが開催した“KMPドリームガールオーディション2017”に「ちひろ」の仮名で参加し、グランプリを獲得。
2018年2月、millionレーベルの専属女優「沙月とわ」としてAVデビュー。

## 人物
新潟県出身。
趣味・特技は、アニメ鑑賞、ゲーム、水泳、クラシックバレエ。
オナニーは小学生の時から始め、初体験は18歳の時にアルバイト先の回転寿司で口説かれた9歳年上の常連客と。
元々AV女優が好きで憧れを抱いていて、特に好きだった佐倉絆と成瀬心美に縁が深いケイ・エム・プロデュースがオーディションを開催したことから自ら応募した。
AVデビュー前の経験人数は初体験の相手1人だけで、デビュー作でのセックスは1年振りのものだった。

## 出演作品

### アダルトDVD
2018年
- 新人 沙月とわAVデビュー（2月9日、million）
- Gカップ巨乳 初3Pセックス（3月9日、million）
- 極上おもてなし 風俗フルコース（4月13日、million）
- 絶頂×イカセ×性欲覚醒（5月11日、million）
- Gカップボディ オイルマッサージ性感痙攣アクメ（6月8日、million）
- 初中出し解禁（7月13日、million）
- 沙月とわ4時間 コンプリートBEST 完全保存版（10月12日、million）※ベスト版

### イメージDVD
- Towa 輝きは永遠に（2018年7月19日、REbecca）

### VR
- 沙月とわと1日中繰り返し濃厚キス＆SEXをし続ける! さらに国宝級の美巨乳オッパイを近距離で好きなだけ揉みまくり! 幸せな高密着で終始止まらない無限イチャイチャループ!（2018年6月22日、KMPVR-彩-）
- 起きたらそこは可愛い二人の女の子が住む部屋 僕のことが好きすぎて止まらない甘えん坊の二人といちゃいちゃ生活。 密着するほど興奮して喜ぶ二人に生中出しSEX!!（2018年7月19日、KMPVR-彩-）共演:佐倉絆

## 書籍

### 写真集
- ETERNAL MOON（2018年8月21日、双葉社、撮影：鈴木ゴータ）ISBN 978-4575313840

### 雑誌
- 月刊サイゾー 2018年2月号（サイゾー） - 「下着と水着の考証学」
- 月刊SOD 2018年3月号（ソフト・オン・デマンド）
- 週刊プレイボーイ 2018年2月5日号（集英社）
- 週刊ポスト 2018年2月9日号（小学館） - 袋とじ「72時間ドキュメント 私、これからAVに出ます」
- S級素人 VOL.39（三和出版）